# Ann Gillis
Alma Mabel Coner, conhecida como Ann Gillis (Little Rock, 12 de fevereiro de 1927 - Horam, 31 de janeiro de 2018), foi uma atriz norte-americana. 
Iniciou a carreira nos anos de 1930 como atriz mirim. No final de década de 1960 fez uma ponta em 2001: Uma Odisséia no Espaço. Se mudou para Nova York e casou com o escocês Richard Fraser. 

## Filmografia parcial
- Men in White (1934)
- The Great Ziegfeld (1936)
- The Garden of Allah (1936)
- The Adventures of Tom Sawyer (1938)
- Little Orphan Annie (1938)
- Beau Geste (1939)
- Edison, the Man (1940)
- All This, and Heaven Too (1940)
- Little Men (1940)
- Mr. Dynamite (1941)
- Nice Girl? (1941)
- Bambi (1942)
- Since You Went Away (1944)
- A Wave, a WAC and a Marine (1944)
- In Society (1944)
- Janie (1944)
- The Cheaters (1945)
- The Time of Their Lives (1946)
- Big Town After Dark (1947)
- 2001: A Space Odyssey (1968)